# I destini generali
I destini generali è un singolo del gruppo musicale italiano Le luci della centrale elettrica, pubblicato il 28 febbraio 2014 come primo estratto dal terzo album in studio Costellazioni.

## Descrizione
Il brano viene descritto dall'autore come una "canzone liberatoria, un festeggiamento senza senso" che sta a rappresentare un "buon augurio".

## Video musicale
Il videoclip del brano è stato pubblicato insieme al singolo. La regia e l'animazione sono state dirette da Michele Bernardi, mentre la danza è interpretata da Alice Guazzotti.
Brondi spiega: «È una specie di inno, un festeggiamento senza senso di illogica allegria. E così il video, nel quale la danzatrice ha intorno a sé solo colori, e le sue mani disegnano le costellazioni che danno il titolo al disco. Volevo rappresentare qualcosa che fosse il contrario del buio.»

## Tracce
1. I destini generali – 3:43